# Loke pri Zagorju
Loke pri Zagorju so naselje v Občini Zagorje ob Savi.